# TV New
TV New (Malayalam: ടി വി ന്യൂ ) es un canal televisivo de origen indio que transmite noticias en el idioma Malayalam, una idea original de Kerala Chamber of Commerce and Industry (KCCI). La sede de este canal está localizada en Padivattom, Kochi.
El KCCI junto con India Middle East Broadcasting Network inauguraron TV New. El canal se enfoca principalmente a transmitir hechos noticiosos y actuales en el énfasis empresarial, conocimiento y el desarrollo económico estatal.

## Competidores
- Mathrubhumi News
- Reporter TV
- Jaihind TV
- Kairali
- Manorama News
- MediaOne
- Janam TV